# Región de Lôh-Djiboua
Lôh-Djiboua es una de las treinta y una regiones de Costa de Marfil. En mayo de 2014 tenía una población censada de 729 169 habitantes. Está formada por los siguientes departamentos, que se muestran igualmente con población de mayo de 2014:
- Divo 380,220
- Guitry 146,748
- Lakota 202,201[1]